# کامبیاگو
کامبیاگو (به ایتالیایی: Cambiago) یک کومونه در ایتالیا است که در استان میلان واقع شده‌است.

## خصوصیات
کامبیاگو ۷٫۳ کیلومترمربع مساحت و ۶٬۸۰۵ نفر جمعیت دارد و ۱۵۸ متر بالاتر از سطح دریا واقع شده‌است.